# Raipur (Jodhpur)
Raipur fou un estat tributari protegit, thikana feudatària de Jodhpur, amb 38 km². Els governants eren descendents de Rao Udaji, fill jove de Rao Sujaji de Jodhpur (1491-1515) i fundador del clan Udawat i del principat de Jaitaran. Sawai Raja Sur de Jodhpur va cedir Raipur a Rao Kalyan Dasji de Jaitaran.

## Llista de raos i thakurs
- Rao Udaji 1482-1517, va rebre jaitaran
- Rao khinwakaranji de jaitaran 1517-1543,
- Rao ratan singhji de jaitaran 1543-1558
- Rao kalyan dasji de jaitaran 1558-1606, de raipur 1606-1617
- thakur dayaldasji 1617-1637
- thakur balramji 1637-1658
- thakur raj singhji 1658-1690
- thakur hirdainarainji 1690-1738
- thakur bhakar singhji 1738-1762
- thakur kesri singhji 1762-1782
- thakur fateh singhji 1782-1797
- thakur bhim singhji 1797-1807
- thakur arjun singhji 1807-1813
- thakur roop singhji 1813-1832
- thakur madho singhji 1832-1858
- thakur laxman singhji 1858-1878
- thakur hari singhji 1879-1908
- thakur govind singhji 1908-1954 (+1962)